# Februar 2022
Portal Geschichte | Portal Biografien | Aktuelle Ereignisse | Jahreskalender | Tagesartikel

◄ |
20. Jahrhundert |
21. Jahrhundert

◄ |
1990er |
2000er |
2010er |
2020er
| 2030er | 2040er

◄ |
2018 |
2019 |
2020 |
2021 |
2022
| 2023 | 2024 | 2025 | 2026 | ►

◄ |
November 2021 |
Dezember 2021 |
Januar 2022 |
Februar 2022 |
März 2022 |
April 2022 |
Mai 2022 |
►
Dieser Artikel behandelt tagesbezogene Nachrichten und Ereignisse im Februar 2022.

## Tagesgeschehen

### Dienstag, 1. Februar 2022
- Stuttgart/Deutschland: Nach Abspaltung der Nutzfahrzeugsparte firmiert die Daimler AG in Mercedes-Benz Group AG um.
- Chinesischer Kulturkreis: Mit dem Neujahrsfest folgt auf das Jahr des Metall-Büffels das des Wasser-Tigers.

### Mittwoch, 2. Februar 2022
- Atlanta/Vereinigte Staaten: Jeff Zucker tritt als Präsident von CNN zurück.

### Donnerstag, 3. Februar 2022
- Atmeh/Syrien: Abu Ibrahim al-Haschimi al-Quraischi, Anführer des Islamischen Staates stirbt im Rahmen einer US-amerikanischen Militäroperation.
- Belfast/Vereinigtes Königreich: Der nordirische Co-Regierungschef Paul Givan tritt zurück, damit verliert auch sein Gegenüber Michelle O’Neill ihren Posten.
- Moskau/Russland: Das Außenministerium entzieht dem deutschen Auslandssender Deutsche Welle die Sendeerlaubnis in Russland, nachdem die Ausstrahlung des russischen Auslandssenders RT DE in Deutschland untersagt worden war.

### Freitag, 4. Februar 2022

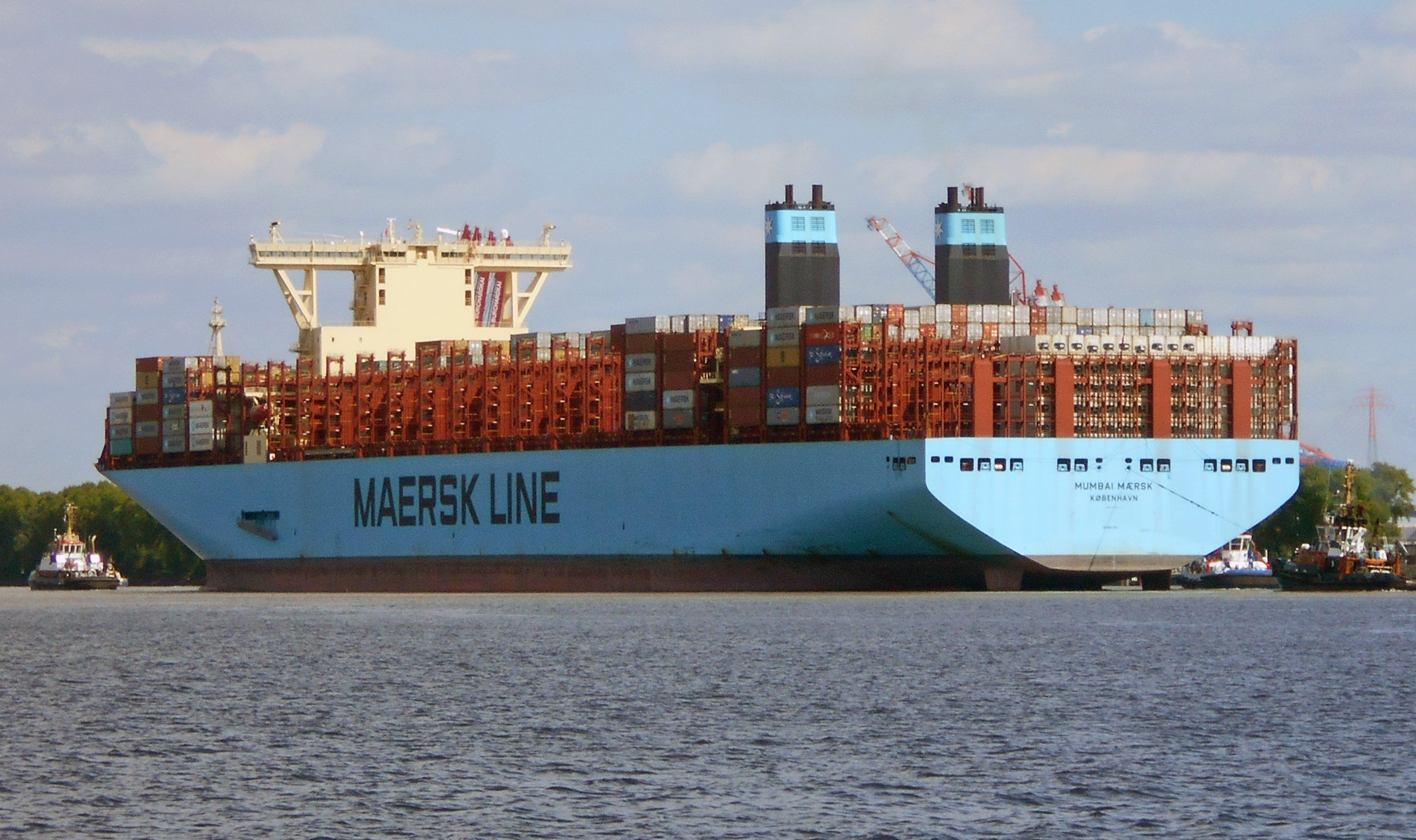
Die Mumbai Maersk 2020

- Oslo/Norwegen: Das Finanzministerium gibt den Wechsel von NATO-Generalsekretär Jens Stoltenberg an die Spitze der Nationalbank zum 1. Dezember 2022 bekannt.
- Wangerooge/Deutschland: Das vor der Insel auf Grund gelaufene Containerschiff Mumbai Mærsk wird nach zwei Tagen freigeschleppt.
- Peking/China: Im Nationalstadion findet die Eröffnungsfeier der Olympischen Winterspiele statt.
- Podgorica/Montenegro: Die von Premierminister Zdravko Krivokapić geleitete Regierung wird durch ein Misstrauensvotum gestürzt.
- Lima/Peru: Nach nur drei Tagen im Amt wird Premierminister Héctor Valer wieder entlassen.

### Samstag, 5. Februar 2022
- Frankfurt am Main/Deutschland: Die dritte Versammlung des Synodalen Weges geht zu Ende.

### Sonntag, 6. Februar 2022
- Costa Rica: Präsidentschafts- und Parlamentswahl
- Yaoundé/Kamerun: Im Stade Paul Biya gewinnt die senegalesische Fußballnationalmannschaft erstmals das Endspiel der 33. Auflage des Afrika-Cups.

### Montag, 7. Februar 2022
- Belgien: Die neuen, mit Comicfiguren heimischer Zeichner versehenen Reisepässe können beantragt werden.

### Dienstag, 8. Februar 2022
- London/Vereinigtes Königreich: In der O2 Arena werden die BRIT Awards verliehen.
- Washington, D.C./Vereinigte Staaten: Der Senat bestätigt Amy Gutmann als Botschafterin der USA in Deutschland.

### Mittwoch, 9. Februar 2022
- Leipzig/Deutschland: Die für Mitte März geplante Leipziger Buchmesse wird abgesagt.

### Donnerstag, 10. Februar 2022
- Karlsruhe/Deutschland: Das Bundesverfassungsgericht lehnt Jan Böhmermanns Verfassungsbeschwerde im Verfahren um ein teilweises Verbot eines gegen den Türkischen Präsidenten Erdoğan gerichteten Schmähgedicht ab.
- London/Vereinigtes Königreich: Polizeichefin Cressida Dick kündigt ihren Rücktritt an.
- Tobruk/Libyen: Der Abgeordnetenrat entzieht dem Ministerpräsidenten Abdul Hamid Dbeiba seine Unterstützung und wählt Fathi Bashagha zu dessen Nachfolger.
- Bremen/Deutschland: Das Kuratorium Nationalerbe-Baum der Deutschen Dendrologischen Gesellschaft zeichnet einen Riesenmammutbaum zum Nationalerbe-Baum aus.[1]

### Samstag, 12. Februar 2022
- Frankfurt am Main/Deutschland: Valie Export wird mit dem Max-Beckmann-Preis ausgezeichnet.
- Abu Dhabi/Vereinigte Arabische Emirate: Im al-Jazira-Mohammed-Bin-Zayed-Stadion findet das Endspiel der FIFA-Klub-WM statt, dabei besiegt das Team des FC Chelsea aus London die Mannschaft von Palmeiras São Paulo aus Brasilien mit 2:1.

### Sonntag, 13. Februar 2022
- Berlin/Deutschland: Im Paul-Löbe-Haus wählt die Bundesversammlung Bundespräsident Frank-Walter Steinmeier für eine zweite Amtszeit.
- Bern/Schweiz: Volksabstimmungen
- Inglewood/Vereinigte Staaten: Mit einem Sieg über die Cincinnati Bengals gewinnen die Los Angeles Rams den 56. Super Bowl.
- Kastilien und León/Spanien: Parlamentswahl

### Montag, 14. Februar 2022
- Schäftlarn/Deutschland: In der Ausfahrt des an der Isartalbahn gelegenen Bahnhofs Ebenhausen-Schäftlarn kommt es zu einem Zusammenstoß zweier S-Bahn-Züge. Ein Mensch kommt ums Leben, zahlreiche weitere werden verletzt.
- Paris/Frankreich: Der Strafprozess wegen der Ermordung des Priesters Jacques Hamel beginnt.

### Dienstag, 15. Februar 2022
- Addis Abeba/Äthiopien: Das Parlament hebt den im Zuge des Bürgerkrieges im November 2021 verhängten landesweiten Ausnahmezustand wieder auf.
- Berlin/Deutschland: Die Bundestagsfraktion der Union wählt Friedrich Merz zu ihrem Vorsitzenden, Amtsinhaber Ralph Brinkhaus verzichtet auf eine erneute Kandidatur.
- Petrópolis/Brasilien: Bei Überschwemmungen kommen rund 150 Menschen ums Leben.

### Mittwoch, 16. Februar 2022
- Berlin/Deutschland: Bei der 72. Berlinale gewinnt der Spielfilm Alcarràs von Carla Simón den Goldenen Bären.
- Frankfurt am Main/Deutschland: Vor dem Landgericht beginnt ein Strafprozess um mit der Unterschrift „NSU 2.0“ versehene Drohschreiben.
- Stadt Luxemburg/Luxemburg: Der EuGH weist die Klagen Polens und Ungarns gegen den sogenannten „Rechtsstaatsmechanismus“ der Europäischen Union ab.

### Donnerstag, 17. Februar 2022
- Brüssel/Belgien: Beginn des zweitägigen Europäisch-Afrikanischen Gipfeltreffens (EU-AU-Gipfel).[2]

### Freitag, 18. Februar 2022
- München/Deutschland: Beginn der 58. Münchner Sicherheitskonferenz (bis 20. Februar)

### Samstag, 19. Februar 2022
- Rust/Deutschland: Im Europa-Park wird Domitila Barros zur Miss Germany gewählt.

### Sonntag, 20. Februar 2022
- Berlin/Deutschland: Die 72. Berlinale geht zu Ende.
- Peking/Volksrepublik China: Die Olympischen Winterspiele 2022 enden mit einer Schlussfeier.

### Montag, 21. Februar 2022
- Gomblora/Burkina Faso: Bei einer Explosion auf dem Gelände einer Goldmine kommen rund 60 Personen ums Leben.
- Moskau/Russland: Präsident Wladimir Putin erkennt die im Osten der Ukraine gelegenen Separatistengebiete Donezk und Luhansk als eigenständige Staaten an.
- Palm Beach/Vereinigte Staaten: Donald Trumps Social-Media-Plattform Truth Social geht online.

### Mittwoch, 23. Februar 2022
- Berlin/Deutschland: Reem Alabali-Radovan übernimmt das neu geschaffene Amt der Bundesbeauftragten für Antirassismus.
- München/Deutschland: Der bayerische Ministerpräsident Markus Söder bildet sein Kabinett um.

### Donnerstag, 24. Februar 2022

Russische Invasion in die Ukraine

- Ukraine: Begleitet von Luftschlägen marschieren russische Truppen aus mehreren Richtungen in die Ukraine ein.

### Freitag, 25. Februar 2022
- Paris/Frankreich: Im Olympia findet die 47. César-Verleihung statt
- Pasaman, Pasaman Barat/Indonesien: Bei einem Erdbeben der Stärke 6,2 kommen auf der Insel Sumatra mindestens 10 Menschen ums Leben.

### Samstag, 26. Februar 2022
- Dardanellen/Türkei: Eröffnung der Çanakkale-1915-Hängebrücke, der weltweit längsten ihrer Art

### Sonntag, 27. Februar 2022
- Belarus: Verfassungsreferendum
- Tirol/Österreich: Kommunalwahlen
- Santa Monica/Vereinigte Staaten: Bei der Verleihung der SAG-Awards wird die Schauspielerin Helen Mirren mit einem Sonderpreis für ihr Lebenswerk ausgezeichnet.

### Montag, 28. Februar 2022
- Berlin/Deutschland: Johannes-Wilhelm Rörig gibt sein Amt als Unabhängiger Beauftragter für Fragen des sexuellen Kindesmissbrauchs auf.
- Genf/Schweiz: Der Weltklimarat veröffentlicht den Bericht seiner Arbeitsgruppe II zum Sechsten Klimawandel-Sachstandsbericht, der die Themen Folgen, Anpassung und Verwundbarkeiten behandelt.